# Trichoncus varipes
Trichoncus varipes är en spindelart som beskrevs av Denis 1965. Trichoncus varipes ingår i släktet Trichoncus och familjen täckvävarspindlar. Inga underarter finns listade i Catalogue of Life.